# Inglaterra en los Juegos de la Mancomunidad
Inglaterra es uno de los seis países que han competido en todos los Juegos de la Mancomunidad desde 1930, siendo los otros Australia, Canadá, Nueva Zelanda, Escocia y Gales. 
Los Juegos de la Mancomunidad son el único gran evento multideportivo en el que los atletas y equipos ingleses compiten como Inglaterra, organizado por la Commonwealth Games England, en los Juegos Olímpicos, Paralímpicos, Europeos. Inglaterra participa como parte de Gran Bretaña e Irlanda del Norte (junto con Escocia, Gales e Irlanda del Norte, 10 de los 13 territorios británicos de ultramar y las tres Dependencias de la Corona) a través de la Asociación Olímpica Británica.

## Medallero
| Sede  | Medalla de oro | Medalla de plata | Medalla de bronce | Total          |
| ----- | -------------- | ---------------- | ----------------- | -------------- |
| 1930  | 25             | 23               | 13                | 61             |
| 1934  | 29             | 20               | 24                | 73             |
| 1938  | 15             | 15               | 10                | 40             |
| 1950  | 19             | 16               | 13                | 48             |
| 1954  | 23             | 24               | 20                | 67             |
| 1958  | 29             | 22               | 29                | 80             |
| 1962  | 29             | 22               | 27                | 78             |
| 1966  | 33             | 24               | 23                | 80             |
| 1970  | 27             | 25               | 32                | 84             |
| 1974  | 28             | 31               | 21                | 80             |
| 1978  | 27             | 27               | 33                | 87             |
| 1982  | 38             | 38               | 32                | 108            |
| 1986  | 52             | 43               | 49                | 144            |
| 1990  | 46             | 40               | 42                | 128            |
| 1994  | 30             | 45               | 51                | 126            |
| 1998  | 36             | 47               | 52                | 135            |
| 2002  | 54             | 51               | 60                | 165            |
| 2006  | 36             | 40               | 34                | 110            |
| 2010  | 37             | 60               | 45                | 142            |
| 2014  | 58             | 59               | 57                | 174            |
| 2018  | 45             | 45               | 46                | 136            |
| 2022  | Por determinar | Por determinar   | Por determinar    | Por determinar |
| Total | 716            | 717              | 713               | 2146           |

## Nación anfitriona
Inglaterra ha sido sede de los Juegos dos veces y está planeando un tercer Juegos como sede en 2022:
- Juegos de la Mancomunidad de 1934 - Londres, Inglaterra
- Juegos de  la Mancomunidad de 2002 - Mánchester, Inglaterra
- Juegos de  la Mancomunidad de 2022 - Birmingham, Inglaterra

## Commonwealth Games England
Commonwealth Games England (CGE) es la organización responsable de todos los asuntos relacionados con los Juegos de la Mancomunidad en Inglaterra. La membresía del Consejo de Juegos consiste en representantes de 26 deportes en el programa de los Juegos de la Commonwealth del cual la ciudad anfitriona selecciona hasta 17 deportes para cada Juegos. Los funcionarios son elegidos por el consejo y desempeñan sus funciones durante 4 años, su trabajo será apoyado por cuatro empleados asalariados . La presidenta actual es Dame Kelly Holmes, quien ganó su primera medalla de oro internacional en los Juegos de la Commonwealth de 1994, en Victoria, Canadá.
CGE es miembro de la Federación de Juegos de la Mancomunidad y tiene la responsabilidad general de la dirección y el control de los Juegos de la Commonwealth.

### Cómo ayuda a los competidores ingleses
Desde 1994, los costos de la preparación del Team England han sido financiados con fondos de Sport England, un organismo público que distribuye fondos públicos y de lotería. Esto ha permitido a CGE ejecutar amplios programas de gestión, capacitación y educación, asegurando que tanto los competidores como los funcionarios estén completamente preparados para enfrentar los desafíos futuros.

### Fondos
La recaudación de fondos para la participación del equipo en los propios Juegos es responsabilidad exclusiva de CGE y se recauda a través de actividades de patrocinio y recaudación de fondos. Las donaciones del comercio y la industria, así como del público en general para los costos del equipo, siempre se reciben con gran agradecimiento. Sin este apoyo continuo, el equipo de Inglaterra no podría participar en los Juegos.

## Símbolos

### Identidad de marca
En el período previo a los Juegos de la Mancomunidad de 2010, CGE adoptó un nuevo logotipo e identidad de marca. El nuevo logo presenta un solo león inglés rojo que representa fuerza, poder y desempeño. El lema del equipo es "Somos Inglaterra".

### Bandera e himno de la victoria
El equipo de Inglaterra usa la Cruz de San Jorge como bandera en los Juegos de la Commonwealth. Esta bandera es común para todos los equipos deportivos que representan a Inglaterra como una entidad distinta del Reino Unido.
A partir de 2010, el equipo de Inglaterra utilizará el himno "Jerusalem" como himno de la victoria. Esto reemplaza a "Land of Hope and Glory" que se usó en juegos anteriores. En abril de 2010, Commonwealth Games England llevó a cabo una encuesta entre el público que decidiría el himno de los Juegos de 2010. Las tres opciones eran "God Save the Queen", "Jerusalem" y "Land of Hope and Glory", siendo "Jerusalem" el claro ganador que se asegura el 52% de los votos.